# سیاد هایروویچ
سیاد هایروویچ (انگلیسی: Sead Hajrović؛ زادهٔ ۴ ژوئن ۱۹۹۳) فوتبالیست اهل سوئیس است.
از باشگاه‌هایی که در آن بازی کرده‌است می‌توان به باشگاه فوتبال گراس‌هاپر زوریخ، باشگاه فوتبال آرسنال، و باشگاه فوتبال بارنت اشاره کرد.
وی همچنین در تیم‌های ملی فوتبال زیر ۱۷، ۱۸، ۱۹ سوئیس و زیر ۲۱ سال بوسنی و هرزگوین در ۱۵ اکتبر ۲۰۱۴ بازی کرده‌است.